# Державний торговельно-економічний університет
Державний торговельно-економічний університет (ДТЕУ) (англ. State University of Trade and Economics або SUTE) — вищий навчальний заклад Міністерства освіти і науки України в Києві, Україна. Заснований як Київський філіал Всесоюзного заочного інституту радянської торгівлі в 1946 році. Розташований у Деснянському районі на території Лісового масиву між вулицями Кіото і Мілютенка.
В ДТЕУ навчається 36,600 тисяч студентів, у тому числі 13,5 тисяч за денною формою навчання. Підготовка фахівців здійснюється за 21 спеціальностями, 42 бакалаврськими (9 — англійською мовою викладання) і 56 магістерськими програмами, з яких 9 — англійською мовою викладання.
У фонді бібліотеки понад 1,200,000 одиниць зберігання. При університеті діє аспірантура і докторантура.

## Історія
Історія Київського національного торговельно-економічного університету бере початок від Київського філіалу Всесоюзного заочного інституту радянської торгівлі, заснованого 1946 року. У зв'язку зі створенням у 1958 році Міністерства торгівлі УРСР та підпорядкуванням йому навчальних закладів, розташованих на території України, згідно з постановою Ради Міністрів УРСР № 50 від 14 січня 1959 році Київський філіал Всесоюзного заочного інституту радянської торгівлі було підпорядковано Харківському інституту радянської торгівлі, в тому ж році — Донецькому інституту радянської торгівлі.
У вересні 1965 року директором філіалу призначено кандидата економічних наук Василя Задорожного. Заступником директора став кандидат економічних наук Олексій Колчигін. Нагальна потреба в кадрах вищої кваліфікації для галузі торгівлі сприяла створенню на базі філіалу самостійного вищого навчального закладу. Постановою Ради Міністрів УРСР № 195 від 4 березня 1966 року на базі Київського філіалу Донецького інституту радянської торгівлі створено Київський торгово-економічний інститут, до складу якого увійшли Одеський і Чернівецький філіали. У складі інституту почали діяти 4 факультети: торговий, економічний, технологічний та підвищення кваліфікації.
У жовтні 1966 року ректором КТЕІ призначено кандидата філософських наук Тамару Скирду. За її ініціативою включено до плану будівництва і споруджено інститутський комплекс у складі навчально-лабораторного корпусу, гуртожитків, комбінату харчування, актової зали. Провідними науково-педагогічними кадрами стали Лев Безпалий, Василь Горєлкін, Володимир Іваницький, Михайло Мельман, Олексій Колчигін, Ганна Рудавська та інші. На викладацьку роботу в інститут перейшли з Українського науково-дослідного інституту торгівлі та громадського харчування Міністерства торгівлі СРСР. Для забезпечення навчального процесу висококваліфікованими кадрами-педагогами було створено аспірантуру, спеціалізовану вчену раду із захисту кандидатських дисертацій.
У 1986—1987 роках на посаді ректора працював доктор економічних наук, професор Іван Майборода, у 1988—1990 роках — кандидат економічних наук, професор Віктор Невесенко. У листопаді 1991 року на посаду ректора призначено Анатолія Мазаракі.
Постановою Кабінету Міністрів України № 542 від 29 серпня 1994 перетворений у Київський державний торговельно-економічний університет.
|                                                                   |  |  |
| Ювілейна монета НБУ номіналом 2 грн., присвячена 70 річниці КНТЕУ |  |  |

У квітні 1994 року інститут отримав найвищий IV рівень акредитації. У серпні 1994 року на базі Київського торгово-економічного інституту створено Київський державний торговельно-економічний університет. Указом Президента України № 1059/2000 від 11 вересня 2000 року університету надано статус національного.
Згідно Розпорядження Кабінету Міністрів України від 25.11.2015 р. № 1223-р. «Про реорганізацію Українського державного університету фінансів та міжнародної торгівлі» та Наказу МОН України від 17.12.2015 № 1309 «Про реорганізацію Українського державного університету фінансів та міжнародної торгівлі» Український державний університет фінансів та міжнародної торгівлі приєднано до Київського національного торговельно-економічного університету з утворенням на його базі структурного підрозділу Університету.
У 2021 році Міністерство освіти і науки України для виконання пп. 20-1, п. 2 розділу XV Прикінцевих та перехідних положень Закону України «Про вищу освіту», яким передбачено обов’язкове проведення реорганізації закладів вищої освіти, які мають у своєму складі територіально відокремлені структурні підрозділи закладів вищої освіти надало рекомендації щодо реорганізації Київського національного торговельно-економічного університету шляхом поділу та утворення Державного торговельно-економічного університету та Одеського торговельно-економічного фахового коледжу з віднесенням їx до сфери управління Міністерства освіти i науки України.
У 2022 році проєкт Указу Президента України «Про надання Державному торговельно-економічному університету статусу національного» був погоджений Науковим комітетом Національної ради України з питань розвитку науки і технологій і був попередньо схвалений на засіданні Кабінету Міністрів України.
17 січня 2025 року головою Ради студентського самоврядування Державного торговельно-економічного університету Захожим Родіоном Володимировичем від імені студентів університету було розміщено електронну петицію на офіційному інтернет-представництві Президента України «Повернення Державному торговельно-економічному університету статусу «національний» №22/240306-еп і вона зібрала понад 25 тисяч голосів для розгляду..

## Хронологія зміни назви
Історично в університету часто змінювалась назва залежно від підпорядкування, реорганізації або надання статусу урядом чи президентом.
- 1946-1959 - Київський філіал Всесоюзного заочного інституту радянської торгівлі
- 1959-1959 - Київський філіал Харківського інституту радянської торгівлі
- 1959-1966 - Київський філіал Донецького інституту радянської торгівлі
- 1966-1994 - Київський торгово-економічний інститут (КТЕІ)
- 1994-2000 - Київський державний торговельно-економічний університет (КДТЕУ)
- 2000-2022 - Київський національний торговельно-економічний університет (КНТЕУ)
- з 2022 - Державний торговельно-економічний університет (ДТЕУ)[14]

Остання зміна назви відбулась через реорганізацію обумовлену змінами в законодавстві. Станом на 2025 рік університет очікує повторного надання статусу національного Президентом України з черговою зміною назви на Національний торговельно-економічний університет (НТЕУ).

## Рейтинги
В загальному рейтингу ВНЗ України «Компас»:
- 2007—2008 рр. — 4 місце.[16]
- 2009 р. — 6 місце[17]
- 2010 р. — 6 місце[18]
- 2011 р. — 6 місце[19]
- 2012 р. — 7 місце[20]
- 2013 р. — 7 місце

В рейтингу університетів України «Топ-200 Україна»:
- 2007 р. — 35 місце[21]
- 2008 р. — 25 місце[22]
- 2009 р. — 23 місце[23]
- 2010 р. — 23 місце[24]
- 2011 р. — 21 місце[24]
- 2012 р. — 22 місце[25]
- 2013 р. — 19 місце
- 2014 р. — 22 місце[26]
- 2015 р. — 24 місце[27]
- 2016 р. — 28 місце[28]
- 2017 р. — 28 місце[29]
- 2018 р. — 28 місце[30]
- 2019 р. — 29 місце[31]

У 2012 році ДТЕУ ввійшов в п'ятірку найбільш популярних ВНЗ України.
В 2016 році за даними Міністерства освіти і науки України Київський національний торговельно-економічний університет посідає 5 місце в країні за кількістю поданих абітурієнтами заяв до ВНЗ — 17 640.
В 2025 році згідно міжнародного QS World University Rankings by Subject 2025 у галузі «Соціальні науки і менеджмент» за напрямком «Економіка та Економетрія» отримав Rank 551-700 в світі (увійшов в ТОП-5 найкращих університетів України та став одним із 10 українських ЗВО, що входять до рейтингу).

## Адміністрація
- Ректор — Анатолій Мазаракі, доктор економічних наук, професор, академік Національної академії педагогічних наук України, заслужений діяч науки і техніки України та член Атестаційної колегії МОН України, голова наукової секції «Економіка» МОН України.
- Перший проректор з науково-педагогічної роботи — Притульська Наталія Володимирівна, доктор технічних наук, професор, президент Всеукраїнської федерації споживачів «ПУЛЬС» та Українського товариства товарознавців і технологів, голова спеціалізованої вченої ради Д 26.055.02.
- Проректор з науково-педагогічної роботи та міжнародних зв’язків — Герасименко Анжеліка Григорівна, доктор економічних наук, професор.
- Проректор з науково-педагогічної та адміністративно-господарської роботи — Куліков Олексій Петрович, кандидат юридичних наук.

## Структура
Навчання в університеті здійснюється за 16 спеціальностями, 42 бакалаврськими та 47 магістерськими програмами, з яких 9 — англомовні.
До складу університету, крім базового закладу, входять 6 навчальних інститутів, 9 коледжів і 2 вищих комерційних училища, розташованих у Києві, Харкові, Вінниці, Чернівцях, Хмельницькому, Ужгороді, Коломиї, Бурштині, Житомирі, Одесі.
Для забезпечення високого рівня підготовки студентів функціонують: Центр європейської освіти, Центр підготовки до ЗНО, Навчально-виробничий центр «Rest.Art.Kitchen», Підготовче відділення для іноземців та осіб без громадянства, Центр розвитку кар'єри, Науково-дослідний фінансовий інститут, Центр трансферу технологій, Бізнес-інкубатор, Центр педагогічних та психологічних досліджень, Вища школа педагогічної майстерності, Центр управління якістю, Центр підготовки навчально-методичних видань, Навчально-виробниче об'єднання, Центр правового захисту, Науково-технічний центр сертифікації продукції, послуг та систем якості, Інститут вищої кваліфікації, Лабораторія дистанційного навчання, Центр бізнес-тренінгу.
Київським національним торговельно-економічним університетом  укладено угоди про співпрацю з міністерствами, відомствами, організаціями  і підприємствами, зокрема з Рахунковою палатою, Національним банком України, Міністерством економічного розвитку і торгівлі України, Міністерством фінансів України, Міністерством закордонних справ України, Державною фіскальною службою України, Державною казначейською службою України, Антимонопольним комітетом України, Державною фінансовою інспекцією України, Пенсійним фондом України, Національним агентством України з питань державної служби, Нотаріальною палатою України, Академією ДТЕК, Вищою Лінгвістичною Школою, Головним територіальним управлінням юстиції у місті Києві, комерційними банками, торгово-промисловими палатами, торговельними мережами, страховими компаніями, рекламними агентствами та іншими установами.
Університет — член престижних міжнародних організацій: Міжнародної асоціації університетів, Університетської Агенції Франкофонії, Міжнародного товариства товарознавців і технологів, Асоціації передових університетських вищих шкіл бізнесу, Міжнародної асоціації вищих і середніх спеціальних навчальних закладів торгівлі та споживчої кооперації, Всесвітньої асоціації рекреації та відпочинку. Встановлені та підтримуються творчі зв'язки з понад 100 вищими навчальними закладами, міжнародними центрами та установами з більш ніж 30 країнами світу. Здійснюється обмін викладачами, студентами, виконуються міжнародні проєкти стосовно інтеграції вищої освіти, вдосконалення освітніх програм різних ступенів підготовки та перепідготовки спеціалістів.
Міжнародна співпраця університету із численними міжнародними партнерами сприяє всебічному розвиткові студентства та їх навчання за кордоном. Зокрема, Університет бере активну участь у програмі ERASMUS і у поточному році реалізує 8 проєктів в рамках програми Європейського союзу ERASMUS+. Крім цього, КНТЕУ співпрацює з TEMPUS MODEP, ERASMUS MUNDUS, JEAN MONNET, TEMPUS, Magna Charta Universitatum і багато інших.

## Наукова діяльність
Організацією науково-дослідної роботи в університеті займається структурний підрозділ Науково-дослідна частина КНТЕУ. Її діяльність спрямована на вирішення таких завдань: реалізація безперервного циклу науково-дослідної діяльності — від фундаментальних досліджень до впровадження результатів науково-технічних розробок у практику; забезпечення інтеграції навчального процесу, науки і виробництва; забезпечення напрацювань інтелектуальної власності науковців університету за підсумками виконання держбюджетних та госпдоговірних науково-дослідних робіт; сприяння розвитку науково-технічної творчості студентів; підготовка та проведення наукової експертної ради університету.
Основні напрямки діяльності:
- стратегічні напрями і пріоритети розвитку сфери товарного обігу;
- розвиток конкуренції та формування конкурентного середовища в умовах формування інноваційної моделі розвитку економіки;
- зовнішньоекономічна діяльність України в контексті міжнародної інтеграції;
- удосконалення методології інноваційно-інвестиційного менеджменту в контексті сталого економічного розвитку;
- політика розвитку ринку туристичних послуг в Україні в умовах глобалізації;
- стратегічні напрямки розвитку підприємств готельно-ресторанного бізнесу;
- вектор розвитку торгового маркетингу, системи електронної комерції та логістичного менеджменту;
- ефективність функціонування бюджетної системи в умовах соціально-орієнтованої економіки;
- управління конкурентоспроможністю, якістю та екологічною безпекою товарів;
- збереження біологічної цінності продуктів для масового та лікувально-профілактичного харчування;
- удосконалення бухгалтерського обліку, аналізу і аудиту, контролю господарської діяльності підприємств різних форм власності;
- ефективне управління сучасним банком;
- розробка та використання новітніх технологій навчання у вищій школі.

## Видання університету

«Вісник КНТЕУ»

В університеті функціонує Центр підготовки навчально-методичних видань, обладнаний сучасним обладнанням повнокольорового друку, комп'ютерним устаткуванням та новітніми видавничими програмами, що забезпечує високий поліграфічний рівень виготовлення друкованої продукції. Має штат висококваліфікованих редакторів, іншого персоналу. Головним його завданням є видання та забезпечення студентів і викладачів підручниками, навчальними посібниками, іншою навчально-методичною літературою. Щороку друкується понад 500 найменувань творів.
Видаються наукові журнали відкритого доступу 
«SCIENTIA FRUCTUOSA», внесено до реєстру фахових видань категорії Б з економічних наук, 
«Зовнішня торгівля: економіка, фінанси, право» внесено до реєстру науових фахових видань категорії Б з економічних та юридичних наук 
«Міжнародний науково-практичний журнал «Товари і ринки» внесено до реєстру наукових фахових видань категорії Б з економічних та технічних наук.
Державний торговельно-економічний університет з березня 2000 року видає газету «Університет і час».
За ініціативою Ради студентського самоврядування та підтримки голови РСС КНТЕУ і адміністрації університету, Центр підготовки навчально-методичних видань має можливість реалізувати видання «Кіото, 19» — перший студентський інформаційно-розважальний журнал.

## Бібліотека
Наукова бібліотека КНТЕУ заснована у 1948 році як бібліотека філії Донецького інституту радянської торгівлі (книжкові фонди — 20 тисяч примірників). Від 1966 року — бібліотека Київського торговельно-економічного інституту.
В структурі бібліотеки — 9 відділів. До послуг користувачів — 7 читальних залів, абонементів, МБА, спеціальні сектори: мультимедійна бібліотека, зал іноземної літератури, зал каталогів та електронної інформації. Книжкові фонди складають понад 1,200,000 примірників, із них майже 950 тисяч в активному використанні; з них близько 720 тисяч примірників підручників, близько 380 тисяч примірників наукової літератури, 495 назв періодичних видань. Щорічне поповнення фонду — до 60 тисяч примірників. Фонд бібліотеки формується відповідно до профілю Університету, комплектується найновішими виданнями з питань економіки, фінансів, менеджменту, бізнесу, інформаційних систем і технологій, правничою та суспільно-політичною літературою, періодичними виданнями, методичними та інформаційними матеріалами; виданнями університету (підручники, посібники, методичні рекомендації й вказівки з багатьох навчальних дисциплін).
Автоматизована бібліотечна інформаційна система бібліотеки пропонує читачам такі бази даних: понад 100 тисяч назв документів в електронному каталозі книг та статей, «Періодичні видання», «Праці викладачів КНТЕУ», повнотекстові бази «Нормативні акти України» та інформаційні списки на допомогу навчальному процесу. Розпочато створення Електронної бібліотеки навчальних посібників, а також створено сучасний коворкінг KNUTEHUB — унікальний проєкт загальною площею 195 м² — місце для всебічного розвитку студентства КНТЕУ.

## Студентське життя

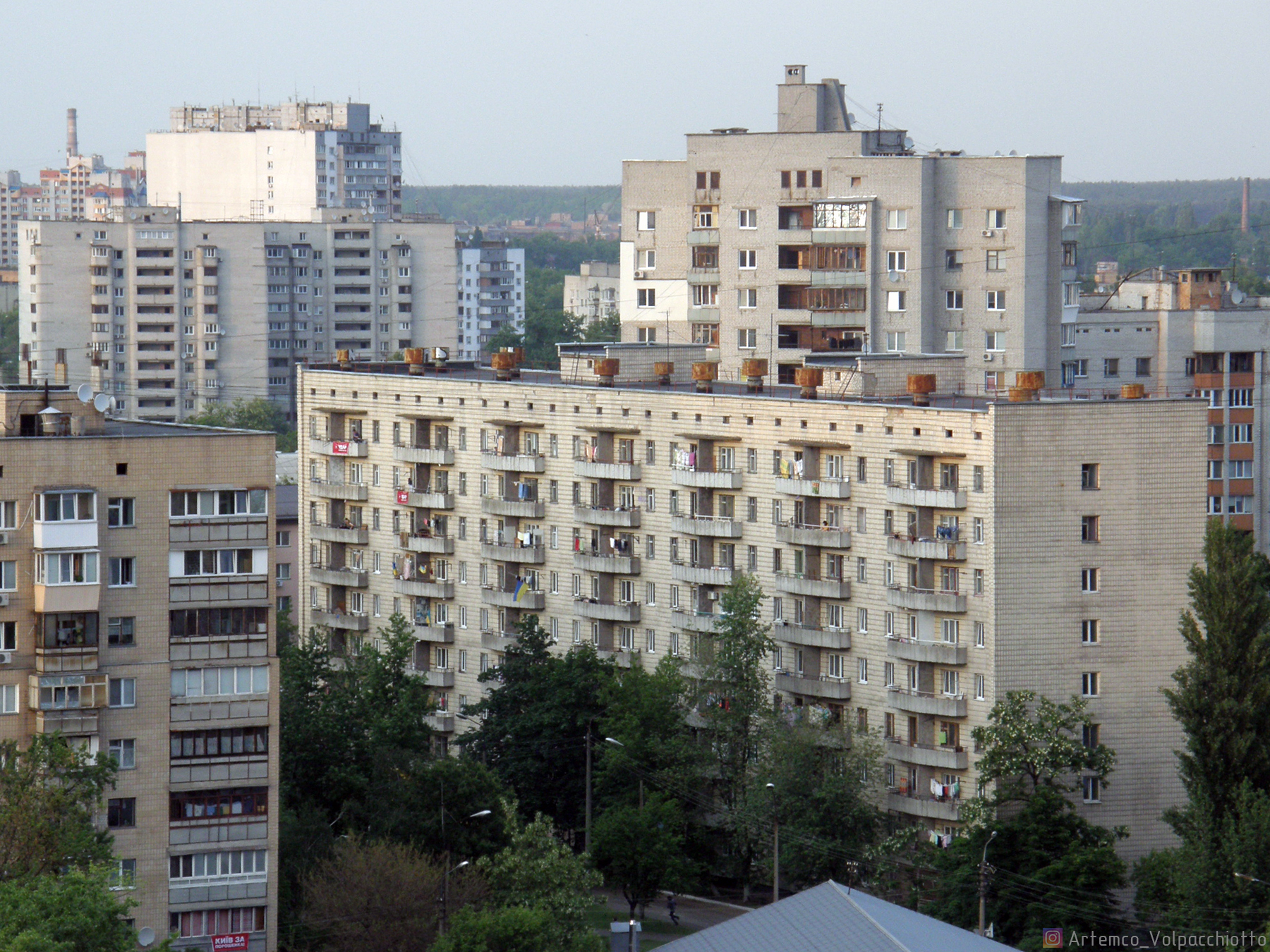
гуртожиток № 6 у Старій Дарниці на 219 кімнат типового проєкту 164-87-122

Для студентства створено сприятливі соціально-побутові умови: функціонують 7 гуртожитків, 8 кафетеріїв, 2 їдальні, медпункт, пральня. Спортивна база включає 2 закритих сучасних спортивних комплекси, футбольне поле із штучним газоном, спортивні майданчики, тренажерні та хореографічні зали, ринг для боксу. Свої творчі здібності та таланти студенти мають змогу проявити на сцені концерт-холу, зала якого налічує 750 місць.
Члени профспілки університету мають змогу оздоровлюватись на базах відпочинку на узбережжі Чорного моря.
В навчальному закладі надається безкоштовна юридична та психологічна допомога, діють численні наукові гуртки та професійні клуби.
В університеті діють 9 рад студентського самоврядування, 14 клубів за інтересами, наукове товариство молодих вчених та студентів, 12 груп спортивного вдосконалення. В культурно-мистецькому центрі діють 6 художніх колективів.
Матеріально-технічна база університету відповідає міжнародним стандартам щодо забезпечення освітнього процесу комп'ютерною технікою, програмним забезпеченням, лабораторним приладдям тощо.
Понад 300 студентів-спортсменів беруть участь у всесвітніх та міжнародних змаганнях, олімпіадах, всеукраїнських, міських спартакіадах. Серед них 1 заслужений майстер спорту, 18 майстрів спорту міжнародного класу, 75 майстрів і 103 кандидати в майстри спорту. 5 студентів університету були учасниками Олімпійських ігор 2004 року в Афінах та 6 студентів брали участь у Олімпійських іграх 2008 року у Пекіні.
На території навчального закладу розташовано спортивний комплекс. До нього входять: стадіон з футбольним полем, волейбольним та баскетбольним майданчиками, легкоатлетичними секторами; два ігрових спортивних манежі; тренажерний та гімнастичні зали; зал фізичної реабілітації; багатофункціональний спортивний майданчик. ФК «Меркурій-КНТЕУ» представляє університет в чемпіонаті ААФУ.
У 2014 р. команда ФК «Меркурій-КНТЕУ» стала Чемпіоном України з футболу серед ВНЗ, а в 2016 році — володар Кубку м. Києва серед студентських команд ВНЗ.
З дня заснування університету кожний навчальний рік проводиться традиційна спартакіада серед збірних команд факультетів з 12 видів спорту за підсумками якої факультету-переможцю вручають перехідний кубок.
Вже більше 10 років КНТЕУ співпрацює з Київським міським центром крові, двічі на рік влаштовуючи Дні донорів у стінах університету. В березні 2013 року за чотири дні донорами в КНТЕУ стали 555 чоловік, а вже листопаді — 656. Такий результат привернув увагу представників «Книги рекордів України» і був зафіксований, як перший та унікальний в Україні рекорд із найбільшої кількості донорів.